# Samhällets olycksbarn (TV-serie)
Samhällets olycksbarn (franska: Les Misérables) är en fransk dramaserie från 2000. Serien är baserad på Victor Hugos klassiska roman från 1862 och håller sig mycket nära originalet. I huvudrollerna ses Gérard Depardieu, Christian Clavier, John Malkovich, Virginie Ledoyen och Enrico Lo Verso.
Serien sändes i SVT under namnet Les Misérables i åtta 50 minuters avsnitt 2002–2003. 

## Rollista i urval
- Gérard Depardieu – Jean Valjean
- Christian Clavier – Thénardier
- John Malkovich – Javert
- Virginie Ledoyen – Cosette
- Enrico Lo Verso – Marius Pontmercy
- Charlotte Gainsbourg – Fantine
- Asia Argento – Éponine Thénardier
- Veronica Ferres – Madame Thénardier
- Jeanne Moreau – Mor Innocente
- Giovanna Mezzogiorno – Syster Simplice
- Vadim Glowna – Fauchelevent
- Steffen Wink – Enjolras
- Léopoldine Serre – Cosette som barn
- Jérôme Hardelay – Gavroche
- Michel Duchaussoy – Gillenormand
- Otto Sander – Monseigneur Bienvenu
- Christopher Thompson – Courfeyrac